# Писаржевский, Олег Николаевич
Олег Николаевич Писарже́вский (1908—1964) — русский советский писатель, публицист, киносценарист. Лауреат Сталинской премии второй степени (1951).

## Биография
О. Н. Писаржевский родился 20 ноября (3 декабря) 1908 года в Пултуске (ныне Мазовецкое воеводство, Польша). Журналистикой начал заниматься с 1927 года, сотрудничая с техническими журналами, работал в журнале «Социалистическая реконструкция и наука».
С 1936 по 1946 год служил референтом директора ИФПАН П. Л. Капицы, помогая Петру Леонидовичу в организации его выступлений, в подготовке посещений института, визитов академика в другие институты.
Затем работал в издательстве «Большая советская энциклопедия».
Являлся членом редколлегий журналов «Наш современник» и «Наука и жизнь».
Писаржевский — один из зачинателей советской научно-художественной литературы. В своих произведениях сочетал поэтическую образность с логическим мышлением учёного, что позволило ему раскрывать смысл научных открытий и нравственную красоту подвига учёных.
Неоднократно выступал с докладами о необходимости создания научно-художественной и научно-популярной литературы для детей, с большими и обстоятельными обзорами книг, изданных для детей и юношества. Он был активным деятелем редакционных советов издательств детской литературы, участвовал в создании детских энциклопедий, сам писал для детей.
Олег Николаевич Писаржевский умер 19 ноября 1964 года. Похоронен в Москве на Новодевичьем кладбище (участок № 8).
Дочь Ольга (род. 1945) — поэт-песенник.

## Творчество
Автор ряда научно-художественных книг и биографий ученых, статей и книг об истории русской науки, в особенности в период новой истории — о развитии науки в советское и предсоветское время.

## Избранная библиография

«Менделеев»

- Адмирал корабельной науки [об академике Алексее Николаевиче Крылове]. — М.: Молодая гвардия, 1945. — (Творцы советской науки и техники).
- Адмирал корабельной науки [об академике Алексее Николаевиче Крылове]. — Л.: Лениздат, 1945.
- Менделеев. 1934—1907. — М.: Молодая гвардия, 1949. — (ЖЗЛ).
- Менделеев. 1934—1907. — М.: Молодая гвардия, 1951. — (ЖЗЛ).
- Дмитрий Иванович Менделеев. — М.: Гостехиздат, 1953. — (Люди русской науки).
- Ферсман. — М.: Молодая гвардия, 1955. — (ЖЗЛ)
- Ферсман. — М.: Молодая гвардия, 1959. — (ЖЗЛ)
- Навстречу великой мечте. — М.: Детгиз, 1959.
- Дмитрий Иванович Менделеев. — М.: Изд-во АН СССР, 1959.
- Страницы жизни большевика-ученого [о Л. Я. Карпове — химике-технологе и революционере, организаторе химической промышленности в СССР]. — М.: Госполитиздат, 1960.
- Наука древняя и молодая [о химии и о роли в её развитии выдающихся учёных — академиков Зелинского, Семёнова, Лебедева, Ребиндера, Кнунянца, Несмеянова, Каргина, Энгельгардта]. — М.: Молодая гвардия, 1962.
- Наука и покорение природы. — М.: Знание, 1962.
- Прянишников. — М.: Молодая гвардия, 1963. — (ЖЗЛ).
- Контуры грядущего (совм. с И. В. Ладой). — М.: Знание, 1965.
- В огне исканий: Штрихи творческого портрета Н. Н. Семенова. — М.: Сов. Россия, 1965. — (Люди Советской России).

## Публицистика
Автор многочисленных публицистических выступлений в поддержку прогрессивных ученых, против косности, администрирования, монополизма в науке. В сложное время «лысенковщины» и борьбы с генетикой он включился в дискуссию по биологии. Но больше всего его привлекали, в соответствии с его работой в Институте физических проблем, вопросы физики и вообще физико-химических наук.
Одна из лучших работ Писаржевского — написанный им в 1953 году очерк «Дружба наук» с резкой критикой положения в биологической науке в СССР. Той же теме посвящена последняя статья публициста «Пусть ученые спорят», опубликованная в «Литературной газете» 17.11.1964.
Олег Писаржевский также выступал в печати по вопросам научно-популярного кино.

## Кинодраматургия
В кино начал работать с 1954 года.
Автор сценариев научно-популярных и документальных фильмов:
- 1954 — «Кристаллы» (совместно с Д. Яшиным),
- 1957 — «За жизнь обречённых» (совместно с Д. Яшиным),
- 1960 — «Цветы мира камней» (совместно с Д. Яшиным),
- 1963 — «Время творить» (совместно с С. Зениным, А. Новогрудским и Е. Осликовской),
- 1963 — «Основа основ» (совместно с А. Томичем и Р. Клафом),
- 1964 — «Дело всего народа» (совместно с А. Томичем и Н. Чуриковым) и др.

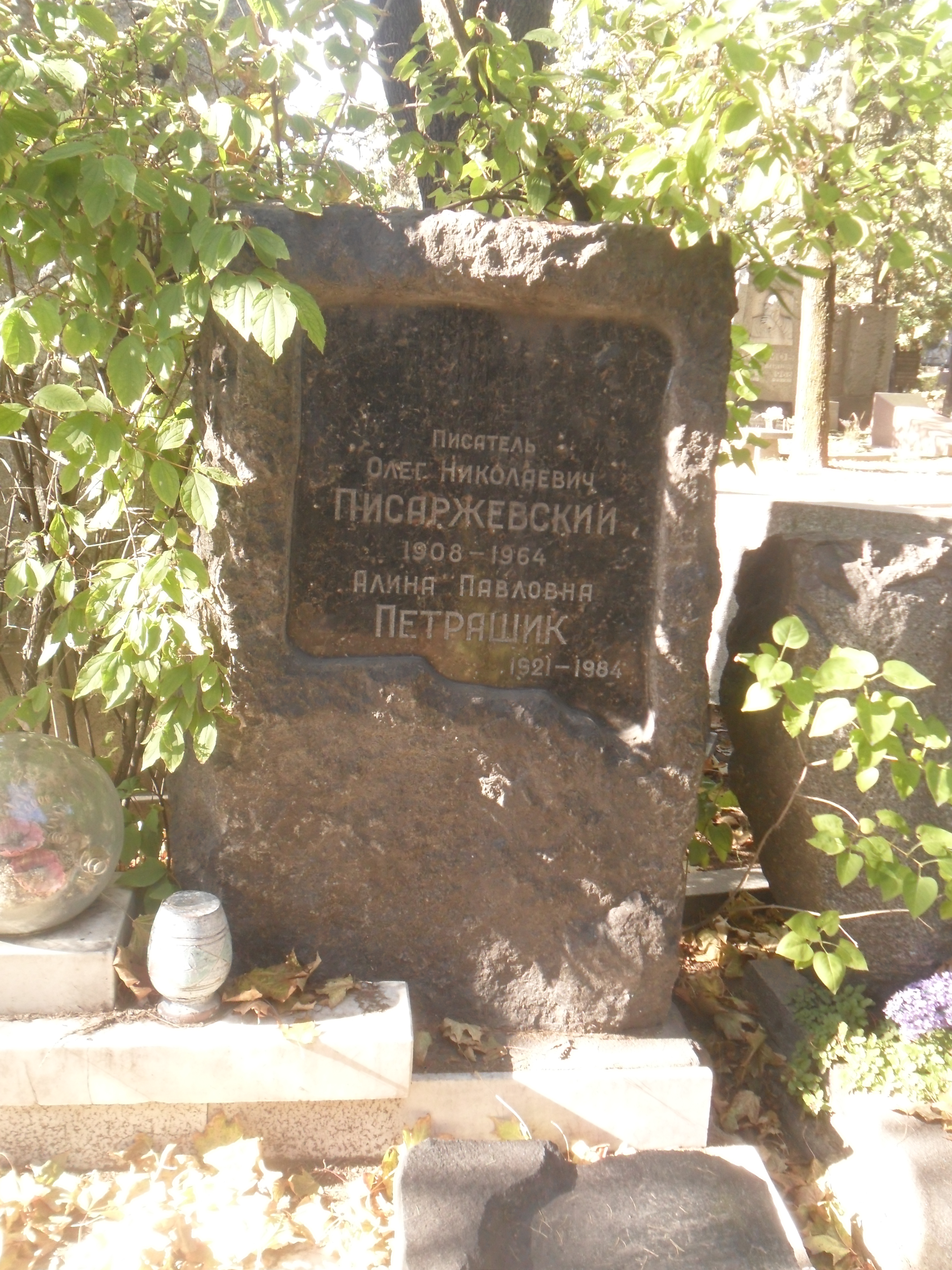
Могила Писаржевского на Новодевичьем кладбище Москвы.

## Награды и премии
- Сталинская премия второй степени (1951) — за книгу «Дмитрий Иванович Менделеев» (1951)

## Интересные факты
Олег Писаржевский был страстным коллекционером. Собирал граммофонные пластинки. Однажды А. Вертинский обратился с просьбой разыскать его ранние песни. Когда этот легендарный певец жил в Австралии, воры украли его коллекцию грампластинок. Многие песни полувековой давности нашлись у О. Н. Писаржевского.
О. Писаржевский также коллекционировал разные духи́, увлекался цветами (гладиолусами), брал уроки у известного московского шеф-повара, собирал карикатуры. Он подбирал, держал в доме животных — кошек, собак, кроликов, морских свинок. Изучал их повадки и умственные способности.